# Gymnocanthus vandesandei
Gymnocanthus vandesandei är en fiskart som beskrevs av Poll, 1949. Gymnocanthus vandesandei ingår i släktet Gymnocanthus och familjen simpor. Inga underarter finns listade i Catalogue of Life.